# ANAクラウンプラザホテル千歳
ANAクラウンプラザホテル千歳（ANA CROWNE PLAZA CHITOSE）は、北海道千歳市にあるホテル。

## 沿革
- 1997年（平成09年）：「千歳全日空ホテル」として開業[4][5]。
- 2006年（平成18年）：インターコンチネンタルホテルズグループ（IHG）と全日本空輸（ANA）の業務提携により、IHG・ANAホテルズグループジャパン設立。
- 2007年（平成19年）：ANAが千歳全日空ホテルを含む子会社の株式などを譲渡[6]。パノラマ・ホスピタリティによるマネジメント業務開始（その後はセントラル・ホテルズが経営権取得）[7]。「ANAクラウンプラザホテル千歳」と改称[8][9]。
- 2017年（平成29年）：新館グランドオープン[10][11]。

## 施設
客室
- 【新館】エグゼクティブ
  - エグゼクティブツインルーム (33.1 m²)
  - エグゼクティブコーナーツインルーム (57.3 m²)
- 【新館】プレミアルーム
  - プレミアツインルーム (27.9 m²)
  - プレミアダブルルーム (25.8 m²)
- 【本館】スイート
  - ジュニアスイートルーム (60.5 m²)
  - スイートルーム (93.5 m²)
- 【本館】デラックス
  - デラックスシングルルーム (20.1 m²)
  - デラックスツインルーム (30.1 m²)
  - スーペリアツインルーム (40.5 m²)
- 【本館】コンフォート
  - コンフォートシングルルーム (20.1 m²)
  - コンフォートツインルーム (30.1 m²)
- 【本館】スタンダード
  - スタンダードシングルルーム (20.1 m²)
  - スタンダードツインルーム (30.1 m²)

レストラン・バー
- レストラン「ハスカップ ザ・ガーデン」
- ゴルフ ダーツ ビリヤード「ザ・パーク バー」
- 炉端焼レストラン「志古津」
- バーラウンジ「アストラル」
- 寿司・海鮮焼「藤花」
- 多目的・カラオケルーム

ウェディング
- チャペル
- 神殿
- 衣裳室 ブライダルハウス「BiBi」[12]
- 美容室 ヘアーポイント「すみれ」

宴会・会議
- スカイバンケット (60 m²)
- 大宴会場「千歳の間」 (1,000 m²) 
  - 2/3 (660 m²)
  - 1/2 (490 m²)
  - 1/3 (330 m²)
- 中宴会場「ゆうふつの間」 (250 m²)
  - 1/2 (120 m²)
- 小宴会場
  - いしかり (43 m²)
  - たるまえ (43 m²)
  - ようてい (43 m²)
  - えにわ (40 m²)
  - ひだか (40 m²)
- 和座敷
  - 2室通し（24畳）
  - 1室通し（12畳）
  - 1室単独（ふじ）（15畳）

その他
- フィットネスルーム（宿泊者専用）
- ビジネスセンター（宿泊者専用）
- ファミリーマート
- リエベ[13]
- クルーラウンジ

## アクセス
- 北海道旅客鉄道（JR北海道）千歳駅から徒歩約7分
- E5 道央道 千歳ICから車で約8分
- 新千歳空港から車で約15分